# 尊格里
尊格里（義大利語：Zungri），是意大利维博瓦伦蒂亚省的一个市镇。总面积23平方公里，人口2057人，人口密度89.4人/平方公里（2009年）。